# Матвеев, Иван Степанович
Ива́н Степа́нович Матве́ев (1907—1968) — полковник Советской Армии, участник Великой Отечественной войны, Герой Советского Союза (1945).

## Биография
Иван Матвеев родился 19 сентября 1907 года в селе Егорьево (ныне — Лаишевский район Татарстана). После окончания восьми классов школы и совпартшколы работал председателем сельсовета у себя на родине, позднее стал председателем сельхозкоммуны. В 1929 году Матвеев был призван на службу в Рабоче-крестьянскую Красную Армию. Окончил школу политруков, учился в Военно-политической академии, но не окончил её из-за начала войны. С июня 1941 года — на фронтах Великой Отечественной войны. 5 октября 1942 года был контужен. В 1943 году Матвеев окончил курсы «Выстрел».
К январю 1945 года подполковник Иван Матвеев командовал 1086-м стрелковым полком 323-й стрелковой дивизии 33-й армии 1-го Белорусского фронта. Отличился во время освобождения Польши. 14-17 января 1945 года полк Матвеев прорвал три линии немецкой обороны с Пулавского плацдарма в районе города Зволень, нанеся большие потери противнику в боевой технике и живой силе, захватив большие трофеи.
Указом Президиума Верховного Совета СССР от 27 февраля 1945 года за «умелое командование полком, мужество и героизм, проявленные в Висло-Одерской операции» подполковник Иван Матвеев был удостоен высокого звания Героя Советского Союза с вручением ордена Ленина и медали «Золотая Звезда».
После окончания войны Матвеев продолжил службу в Советской Армии. В 1946 году он повторно окончил курсы «Выстрел», в 1952 году — Военную академию имени М. В. Фрунзе. В 1955 году в звании полковника Матвеев был уволен в запас. Проживал и работал в Харькове. Умер 22 июня 1968 года.
Был награждён тремя орденами Ленина, двумя орденами Красного Знамени, орденами Александра Невского, Отечественной войны 2-й степени и Красной Звезды, рядом медалей.